# Bergman Island
Pour plus de détails, voir Fiche technique et Distribution.
Bergman Island est un film suédo-germano-belgo-français réalisé par Mia Hansen-Løve sorti en 2021.

## Synopsis
Deux cinéastes s’installent le temps d’un été sur l’île suédoise de Fårö pour écrire. Entre balades, projections et discussions sur Bergman qui y vécut, le couple découvre l’île et ses paysages sauvages. Dans ce décor réalité et scénario s’entremêlent dans une douce atmosphère.

## Fiche technique
- Titre : Bergman Island
- Réalisation et scénario : Mia Hansen-Løve
- Photographie : Denis Lenoir
- Montage : Marion Monnier
- Décors : Béatrice Strand
- Costumes : Judith de Luze
- Musique : Raphaël Hamburger
- Son : Paul Heymans
- Production : Marc Brégain, Julie Viez
- Sociétés de production : CG Cinéma, Arte France Cinéma et Barnstormer Productions
- Société de distribution : Les Films du losange
- Pays de production :  France -  Belgique -  Allemagne -  Suède
- Langue originale : anglais
- Durée : 112 minutes
- Dates de sortie :
  - France : 12 juillet 2021 (Festival de Cannes 2021), 14 juillet 2021 (sortie nationale)

## Distribution
- Tim Roth : Tony[1]
- Mia Wasikowska : Amy
- Vicky Krieps : Chris[2]
- Anders Danielsen Lie : Joseph
- Joel Spira : Jonas
- Oscar Reis : ami de Joseph
- Teodor Abreu : témoin de Joseph
- Jonas Larsson Grönström : frère de Jonas
- Melinda Kinnaman : Berit

## Sortie

### Accueil critique
En France, le site Allociné recense une moyenne des critiques presse de 3,6/5.

## Distinction

### Sélection
- Festival de Cannes 2021 : en compétition officielle